# The Phoenix Incident
The Phoenix Incident là bộ phim kinh dị khoa học viễn tưởng của Mỹ năm 2016 do đạo diễn Keith Arem lần đầu viết kịch bản và đạo diễn, với sự tham gia diễn xuất của Yuri Lowenthal, Troy Baker, Liam O'Brien, Michael Adamthwaite, Jamie Tisdale và Brian Bloom. Tác phẩm này được trình chiếu dưới dạng đoạn phim tài liệu tìm thấy dựa trên các sự kiện có thật, bộ phim lấy bối cảnh ở thời điểm hiện tại và tập trung vào một âm mưu bị nghi là đứng đằng sau ánh sáng Phoenix, một vụ nhìn thấy UFO hàng loạt xảy ra ở Phoenix, Arizona và Sonora, Mexico, vào thứ Năm ngày 13 tháng 3 năm 1997. Vào ngày đó, hàng nghìn người đã tới trình báo về những luồng sáng có nhiều mô tả khác nhau trong khoảng thời gian từ 19:30 đến 22:30 MST trong không gian khoảng 300 dặm (480 km) từ ranh giới tiểu bang Nevada, qua Phoenix, đến biên giới Tucson. Bộ phim tập trung vào các sự kiện chính bên trong và xung quanh Phoenix vào lúc này.

## Cốt truyện
The Phoenix Incident bắt đầu dưới cảnh quan sát bằng thị lực ban đêm của một con bọ cạp, di chuyển trên màn hình trước khi chuyển sang hàng loạt các cuộc giao tranh quân sự ở Damal, Thổ Nhĩ Kỳ, Dayr Az Zawr, Syria và Mogadishu, Banadir, Somalia, thường có tiếng kêu của người ngoài hành tinh trong những cuộc giao tranh này. Văn bản trình bày giải thích rằng, kể từ năm 1997, quân đội Mỹ đã tham gia vào một cuộc chiến bí mật chống lại "thế lực không rõ nguồn gốc", và rằng "57 sự cố đã lan rộng khắp châu Á, châu Âu và Nga". Tiếp tục nhấn mạnh phía NATO lưu ý rằng thế lực xâm lược của người ngoài hành tinh sẽ đến các khu vực có người ở trong vòng hai năm và cho biết bản thân cuộc xung đột này là để trả đũa cho một biến cố ở Phoenix, Arizona vào ngày 13 tháng 3 năm 1997. Bộ phim ghi chú rằng đây là tác phẩm dành tặng cho "các thành viên của cộng đồng tình báo đã cung cấp bằng chứng giúp phim này có thể thực hiện được".
Liên kết với chiến dịch lan truyền của bộ phim, phim giới thiệu về sự mất tích của bốn người dân Arizona. Thành viên giáo phái Cổng Thiên Đàng Walton S. Gayson (Adamthwaite), ban đầu bị coi là nghi phạm giết bốn người kia, đã bị bắt giữ tại nhà tù liên bang. Sau đó, cuộc tìm kiếm nhóm người này bị đình chỉ, kết luận rằng bọn họ bị gấu tấn công đến chết, một kết luận mà giám định y khoa địa phương phủ nhận, nhưng được lệnh phải liệt kê là nguyên nhân tử vong.
Bộ phim này theo phong cách phim tài liệu chuyển đổi giữa hai cốt truyện bổ sung cho nhau; cốt truyện đầu tiên là một cuộc phỏng vấn được quay với một phi công Không quân không xác định, đã tiết lộ, mặc dù có thể có hậu quả, sự thật về những gì đã xảy ra với bốn người dân sự mất tích vào đêm có vụ Ánh sáng Phoenix. Cốt truyện thứ hai xuất phát từ các cảnh quay được phục hồi ("The Lauder Tapes") của một trong bốn người nọ: Glenn Lauder (Lowenthal), Mitch Adams (Willingham), Ryan Stone (Baker) và Jacob Reynolds (O'Brien). Lauder tháo tung để lấy phụ tùng một số máy quay khác nhau, thậm chí còn dán băng keo một máy quay phim vào bên cạnh mũ bảo hiểm ATV của mình. Hầu hết các cảnh quay đều bắt nguồn từ những máy quay này.
Sĩ quan được phỏng vấn kể chi tiết cách quân đội phát hiện ra sự tiếp cận của một vật thể hình tam giác ở đuôi sao chổi Hale-Bopp đang bay qua cho đến khi nó bắt đầu hạ xuống bầu khí quyển của Trái đất trên bầu trời Arizona. Sau đó, vật thể này mất tích và hai vệ tinh KH trong khu vực đã ngừng truyền tín hiệu.
Những người này quyết định đi ra chân đồi gần Sierra Estrella để dành thời gian bên nhau và đi xe địa hình ATV. Mitch, có ông anh là cựu lính thủy quân lục chiến Mỹ, tỏ ra rất hào hứng với chuyến đi trong khi bạn bè anh thì không. Lúc đang chất đồ lên xe tải cho chuyến đi, bọn họ nhận thấy sự hiện diện ngày càng tăng của không quân trong khu vực, đầu tiên là trực thăng rồi đến máy bay chiến đấu F-15 và A-10 cũng như những nhiễu loạn khí quyển kỳ lạ. Khi họ bắt đầu chuyến đi trên xe tải của Ryan, xe đột nhiên hỏng ở chân đồi. Jacob cố gắng sửa chữa hư hỏng của chiếc xe trong khi những người khác thì ráng tìm nơi nào đó để gọi đội cứu hộ ven đường. Họ đi qua một khu phức hợp sa mạc, được bảo vệ bởi hàng rào điện, thuộc sở hữu của Walton S. Gayson sống ẩn dật. Gayson vô cùng kích động đã tấn công Jacob ở chiếc xe tải, cảnh báo anh ta rằng họ phải rời đi ngay lập tức. Bất chấp lời cảnh báo, bọn họ vẫn lên đường bằng xe địa hình của mình vào chân đồi. 
Khi được hỏi thêm, viên sĩ quan Không quân kể chi tiết về cách một số "bogey" đã xâm nhập không phận Nevada trước khi quay về hướng Phoenix. Vào thời điểm này, một số nhân chứng đã nhìn thấy nhiều chiếc phi thuyền, và Chiến dịch Snowbird có hiệu lực: một hoạt động chuyển hướng nhằm đánh lạc hướng dân thường bằng pháo sáng mồi nhử trong khi một cuộc không chiến trên không diễn ra giữa máy bay phản lực Không quân và phi thuyền không xác định tại Sân tập bắn Không quân Barry M. Goldwater.
Bốn người kia đã tận mắt chứng kiến cuộc không chiến khi một phi thuyền của người ngoài hành tinh bị vô hiệu hóa và đâm vào một ngọn đồi gần đó. Anh trai của Mitch đã thiệt mạng trong một vụ tai nạn trực thăng, vì vậy anh quyết định cố gắng hỗ trợ cho người mà anh ta cho là phi công con người. Khi đến được phi thuyền bị rơi, trước lúc quân đội có thể phản ứng, những người này liền bị những sinh vật phòng thủ trông hơi giống bọ cạp có kích thước bằng người tấn công; Jacob bị thương nặng trong cuộc tấn công này. Những chiếc xe địa hình của họ bị người ngoài hành tinh phá hủy, và họ đành phải trú ẩn trong khu nhà của Gayson. Gayson đã chờ đợi những sinh vật này đến trong nhiều năm để bị bắt cóc và đưa đến một "cõi giới cao hơn" của sự tồn tại, vì vậy anh ta đã tắt hàng rào điện rồi cho những sinh vật đó bước vào nơi đây.
Trong cảnh phim cuối, Jacob bị bắt cóc, và Mitch bị xé xác trong nỗ lực bảo vệ Ryan và Glenn, rồi hai người này gần như được một chiếc trực thăng quân sự tới giải cứu. Sau khi chiếc trực thăng bị một trong những UFO bắn hạ, Ryan bèn đánh lạc hướng những sinh vật đó trước khi bị một trong số chúng kéo đi và Glenn chạy vào một chiếc xe để trốn tránh, trước khi chạy trốn một mình. Tuy nhiên, ngay khi có vẻ như anh đã trốn thoát, một trong số người ngoài hành tinh này bèn lao vào tấn công anh ta. Khi chiếc mũ bảo hiểm của anh bay ra ngoài, Glenn bị giết ngoài tầm nhìn của máy quay trước khi sinh vật đó biến mất, và một trong những tàu vũ trụ của người ngoài hành tinh từ từ rời khỏi khu vực. Gayson sau đó mới tìm thấy chiếc mũ bảo hiểm và lấy lại được thước phim của máy quay.
Trong một cảnh sau đoạn giới thiệu êkíp làm phim, Gayson đã trốn thoát khỏi nhà tù ngay sau cuộc phỏng vấn của mình. Trong cảnh tiếp theo, Gayson cạo râu sạch sẽ tự tẩm xăng và tự thiêu, chuẩn bị "vươn lên trên thế giới này". Cảnh này dẫn người xem đến chiến dịch lan truyền trực tuyến, tiết lộ cách Lauder Tapes được phát hiện.

## Diễn viên
- Yuri Lowenthal vai Glenn Lauder
  - Mason Joyce vai Glenn (4 tuổi)
- Travis Willingham vai Mitch Adams
- Troy Baker vai Ryan Stone
- Liam O'Brien vai Jacob Reynolds
- Michael Adamthwaite vai Walton Samuel Gayson
- Brian Bloom vai Phi công LAFB
- Jamie Tisdale vai Melissa Henessey
- James Patrick Stuart vai David Collins
- Fife Symington III vai chính mình
- John McCain vai chính mình
- Mark Withers vai Bill Lauder
  - Karl Girolamo vai Bill Lauder thời trẻ
- Deborah Geffner vai Susan Lauder
  - Leah Stoltz vai Susan Lauder thời trẻ
- Maria Bobeva vai Sue Ellen Gayson
- Constance Broge vai Michelle Stone
- Paul Thomas Arnold vai Daniel Adams
- James Burns vai Ken Adams
- Randy Hamilton vai Phi công DMAF
- Frances Barwood vai chính mình
- Timothy Ley vai chính mình
- Jamie Fauth vai Carl Conner
- Matthew Godbey vai Sĩ quan Avondale
- Ryan Keating vai Trung tá James Edwards
- Holgie Forrester vai Marsha Reynolds
- William Goldman vai Tiến sĩ Robert Weissman, M.E.
- James Brewster vai Thiếu tá Jonathan Shapiro
- Elise Muller vai Krissy Thompson
- Tony Prince vai Rick Thompson
- Dan Willoughby vai Cmdr Bryce Shepard
- Scot Ruggles vai Trung úy Jordan
- Mark McClain Wilson vai Cảnh sát 1
- Erika Elyse vai Cảnh sát 2
- Ron Ross vai Henry Reynolds
- Brandon White vai Mark Adams
- Mary Beth McDade vai chính mình
- Rick Debruhl vai chính mình
- Rebecca Grant vai chính mình
- Tamara Henry vai chính mình
- Rick Chambers vai chính mình
- Cher Calvin vai chính mình
- Craig Michaels vai chính mình
- Tom McNamara vai chính mình
- Marla Tellez vai chính mình
- Micah Olman vai chính mình
- Michael Watkiss vai chính mình
- Valerie Arem vai Nhân viên vận hành
- Matthew Mercer vai Phi công
- Paul Vinson vai Tài xế xe kéo
- Arif S. Kinchen vai Nhân chứng
- Jeff Boatman vai Phi công trực thăng

## Sản xuất
Trước khi sản xuất và phát hành bộ phim, Đạo diễn Keith Arem, vốn nổi tiếng với các tác phẩm trong trò chơi điện tử và tiểu thuyết đồ họa, đã bắt đầu một chiến dịch tiếp thị đa phương tiện kéo dài bốn năm, sử dụng hai mươi trang web ẩn danh, tài khoản mạng xã hội và blog để tung ra "những mẩu tin kỹ thuật số" về "vụ che đậy quân sự lớn về sự mất tích của bốn người bạn khi đang lái xe địa hình ở vùng núi gần Phoenix sau khi chứng kiến cảnh quân đội Mỹ bắn hạ một chiếc UFO". Chiến dịch tiếp thị lan truyền này hiệu quả đến mức Bộ Tư pháp Mỹ và giới chức quân sự bang Arizona đã điều tra những nhà làm phim, và nhiều cơ quan truyền thông như The Mirror (tờ báo lá cải của Anh), Yahoo News (trang tổng hợp tin tức có trụ sở tại Mỹ) và Business Standard (tờ nhật báo tiếng Anh của Ấn Độ) đã đưa tin về chiến dịch tiếp thị lan truyền này như thể đây là những sự kiện tin tức có thật.

## Phát hành
The Phoenix Incident ban đầu được phát hành tại rạp với Fathom Events vào ngày 10 tháng 3 năm 2016. Phiên bản quốc tế của bộ phim này được phát hành trước tại Vương quốc Liên hiệp Anh vào ngày 7 tháng 9 năm 2015. Giới làm phim đã hợp tác với các trang web về trò chơi, UFO và kinh dị để quảng bá chiến dịch lan truyền của bộ phim và phát hành hơn 4 giờ nội dung và câu chuyện bổ sung từ phim. Bộ phim này được trao giải Phim truyện hay nhất tại Liên hoan phim Capital Cities, Phim truyện hay nhất tại Liên hoan phim ICE, và Giải thưởng Vision tại Liên hoan phim Khoa học viễn tưởng Boston. Bộ phim đã được đề cử cho Phim kinh dị hay nhất tại Liên hoan phim Palm Beach và được trình chiếu tại Liên hoan phim quốc tế BIFAN ở Hàn Quốc. Bộ phim đã được giới thiệu tại Liên hoan phim Roswell lần thứ 69 ở New Mexico. Bộ phim đã giành giải Phim truyện hay nhất và Đạo diễn xuất sắc nhất tại Liên hoan phim ngầm Los Angeles.
Giới làm phim đã sử dụng các trang mạng xã hội và nhà tài trợ, bao gồm Fathom Events, AMC, Hollywood Today, Regal, Fandango, Celestron, Shazam và Lootcrate để phân phối nội dung ẩn và các đoạn clip bổ sung từ phim ảnh và chiến dịch lan truyền. Đạo diễn Keith Arem thông báo rằng phiên bản tương tác/điều tra của bộ phim dưới dạng ứng dụng iOS sẽ được phát hành để chứa tất cả nội dung ẩn từ toàn bộ chiến dịch. Ứng dụng Điều tra UFO Tương tác Phoenix được phát hành vào tháng 7 năm 2019 tại San Diego Comic-Con. Tháng 1 năm 2023, những nhà làm phim cho phát hành “Phoenix Incident Festival Cut”, bao gồm các cảnh quay được sửa đổi và cải tiến về mặt hình ảnh. Bộ phim đã giành giải Đạo diễn xuất sắc nhất tại Giải thưởng Stanley Kubrick năm 2023, cùng với 49 giải thưởng liên hoan phim khác bao gồm Phim kinh dị hay nhất, Phim giật gân hay nhất và Nhà làm phim lần đầu xuất sắc nhất.